# تیان
تیان یا طیان، روستایی از توابع مرکزی استان لرستان ایران است. روستای خوش آب و هوای تیان در بخش مرکزی شهرستان ازنا قرار گرفته است ، و در شمال غربی دامنه شمالی اشترانکوه، در مسیر جاده دورود-ازنا واقع گردیده است.

## جمعیت
این روستا در دهستان سیلاخور شرقی قرار دارد و براساس سرشماری مرکز آمار ایران در سال ۱۳۹۰، جمعیت آن ۶۸۸ نفر (۱۵۳ خانوار) بوده‌است.

## موقعیت
روستای خوش آب و هوای تیان در ۲۲ کیلومتری غرب شهرستان ازنا و در شمال غربی دامنه شمالی اشترانکوه، در مسیر جاده ازنا – دورود واقع گردیده است.

## سرآب تیان
سرآب تیان واقع در روستای تیان یکی از پدیده‌های جالب زمین‌شناسی است. ارتفاع چاه تیان از سطح دریا ۲٬۲۰۰ متر و دهانه آن تقریباً به قطر ۳ الی ۴ متر و عمق ۵ متر می‌باشد که بستری سنگی دارد.
این سرآب یا چشمه در اوایل بهار به‌طور ناگهانی و به یکباره پُر آب می‌گردد. در این زمان از سال آب‌دهی سرآب زیاد بوده و تا ماه‌ها ادامه می‌یابد و پس از مدتی در اواخر تابستان و اوایل پاییز به همان نحو به یک‌باره خشک شده و تا سال آینده و دوره جدید، بی‌آب باقی می‌ماند.
احتمال داده‌اند، این امر ناشی از ذوب شدن برف‌های اشترانکوه و جریان آب از دهلیزهای زیر زمینی است و آب برف‌ها در این محل از زمین فوران کرده و تشکیل چشمه و سرآب می‌دهند.
ویژگی و زیبایی این سرآب آن را به تفرج‌گاهی جهت بازدید عموم تبدیل کرده‌است.